# Flacey-en-Bresse
Flacey-en-Bresse település Franciaországban, Saône-et-Loire megyében. Lakosainak száma 412 fő (2022. január 1.). Flacey-en-Bresse Savigny-en-Revermont, Maynal, Sagy, Le Miroir, Augea és Beaufort-Orbagna községekkel határos.

## Népesség
A település népességének változása:
| Lakosok száma | 350  | 379  | 400  | 400  | 405  | 412  | 411  | 412  | 412  |
|               | 2013 | 2015 | 2016 | 2017 | 2018 | 2019 | 2020 | 2021 | 2022 |